# Stop (chanson de Pink Floyd)
Pour les articles homonymes, voir Stop.
Pistes de The Wall
Waiting for the Worms The Trial
Stop est une chanson du groupe de rock progressif britannique Pink Floyd qui apparaît sur leur album The Wall. Elle a été écrite par Roger Waters. Il s'agit de la plus courte de toutes les chansons de Pink Floyd.

## Histoire
Comme les autres chansons sur The Wall, Stop raconte une partie de l'histoire de Pink, le personnage principal. Celui-ci en a assez d'être un dictateur fasciste et son hallucination s'achève. Doutant de sa culpabilité, il s'intente à lui-même un procès mental, qui est développé dans la chanson suivante, The Trial.

## Personnel
- Roger Waters - chant
- Bob Ezrin - piano